# 포르벙커
포르벙커(독일어: Vorbunker)는 1945년 아돌프 히틀러가 숨어있던 퓌러벙커(Führer Bunker)의 일부다.
후에 1945년 4월 22일 요제프 괴벨스의 6자녀들이 들어가 살았던 곳이기도 하다.